# サタちゃん SATURDAY MIDNIGHT CHANNEL
『サタちゃん SATURDAY MIDNIGHT CHANNEL』（サタちゃん サタデー ミッドナイト チャンネル）は、2007年4月21日から同年9月22日までフジテレビの深夜番組放送枠『DO!深夜』内で放送されていたバラエティ番組。通称「サタちゃん」「Sat Mid Ch」など。放送時間は毎週土曜 26:15 - 26:45。

## 概要
- 「現代ニッポンの気になるアレの真相に迫る」をテーマとし、馬鹿馬鹿しくも「へぇ」と感心できるリポートをリポーター達がVTRで報告する。
- 司会の青木さやかはリポーターから送られてきたリポートを見るが、評価のシステムなどは無く、VTRをただ見るだけである。リポートは1回に1、2本放送される。
- 初期には青木が学校や商店街などに出向き、学校や街の人々と番組を進行したりリポートを見たりしていたが、2007年6月頃からはスタジオでリポートを見るだけとなった。
- 番組の終了後は直前のアニメ枠と放送枠が入れ替わり、『MANNINGEN』の放送が開始した。

## 出演者

### 司会
- 青木さやか

### リポーター
準レギュラー出演。「サタちゃんファミリー」と呼ばれることもある。
- 高橋ジョージ
- 東京ダイナマイト
- 加藤歩（ザブングル）
- 柳原可奈子

## 主要スタッフ
- プロデューサー - 佐藤基
- 演出 - 福浦与一（IVSテレビ制作）
- 構成 - とちぼり元、安部裕之
- CAM - 久保田雅文、山田康平（ビデオスクエア）
- 音声 - 小村一俊（ビデオスクエア）
- 編集 - 田口智樹（IMAGICA）
- 制作 - フジテレビ、IVSテレビ制作